# ZIL-133
Der ZIL-133 (russisch ЗИЛ-133) ist ein ab 1966 vom sowjetischen/russischen Fahrzeughersteller Sawod imeni Lichatschowa produzierter Lastkraftwagen. Er ist die zivile dreiachsige Version des Typs ZIL-130, der bereits ab 1962 ebenda gebaut wurde. Er wurde bis Ende der 1990er-Jahre hergestellt, dabei gab es verschiedene Änderungen.

## Fahrzeuggeschichte
Das ab 1966 gebaute Basismodell ZIL-133 wie auch der ZIL-133G1 waren mit dem V8-Ottomotor des ZIL-130 ausgerüstet. Dessen Leistung jedoch auf 180 PS (132 kW) gesteigert. Der ab Ende der 1970er-Jahre gebaute ZIL-133GJa dagegen wurde mit einem V8-Dieselmotor aus der Produktion von KamAZ ausgeliefert. Dieser leistet bei 10,85 l Hubraum 210 PS (154 kW). Um für die größeren Motoren Platz zu finden, wurde die Motorhaube verlängert und der Kühlergrill überarbeitet, woran die Fahrzeuge von den Vorgängervarianten zu unterscheiden sind. Der nach dem Zerfall der Sowjetunion gefertigte ZIL-133G40 wiederum wurde mit einem V8-Dieselmotor ZIL-645 aus eigener Produktion ausgerüstet. Er leistet bei 8,7 l Hubraum 185 PS (136 kW). Außerdem erhielt der Lkw ein neues Fahrerhaus.
Über die Jahre wurde die zulässige Gesamtmasse wie auch die Zuladung gesteigert. Hatte das Basismodell von 1966 noch eine Zuladung von ca. acht Tonnen, konnte der ZIL-133GJa schon zehn Tonnen zuladen. Der ZIL-133G40 aus den 1990er-Jahren hat eine nochmals um zwei Tonnen gesteigerte Gesamtmasse von 19,2 Tonnen.
Im Gegensatz zum ZIL-130 mit fast 3,5 Millionen gebauten Fahrzeugen ist der ZIL-133 nur in geringen Stückzahlen produziert worden. KamAZ produzierte Lastkraftwagen ähnlicher Größe von Beginn an mit sparsameren Dieselmotoren, die sich deutlich besser verkauften.
Alle Modelle haben die Antriebsformel 6×4. Sie sind deshalb grundsätzlich vom allradgetriebenen (6×6) ZIL-131 zu unterscheiden, der auch aus dem ZIL-130 entwickelt wurde.

## Modellvarianten

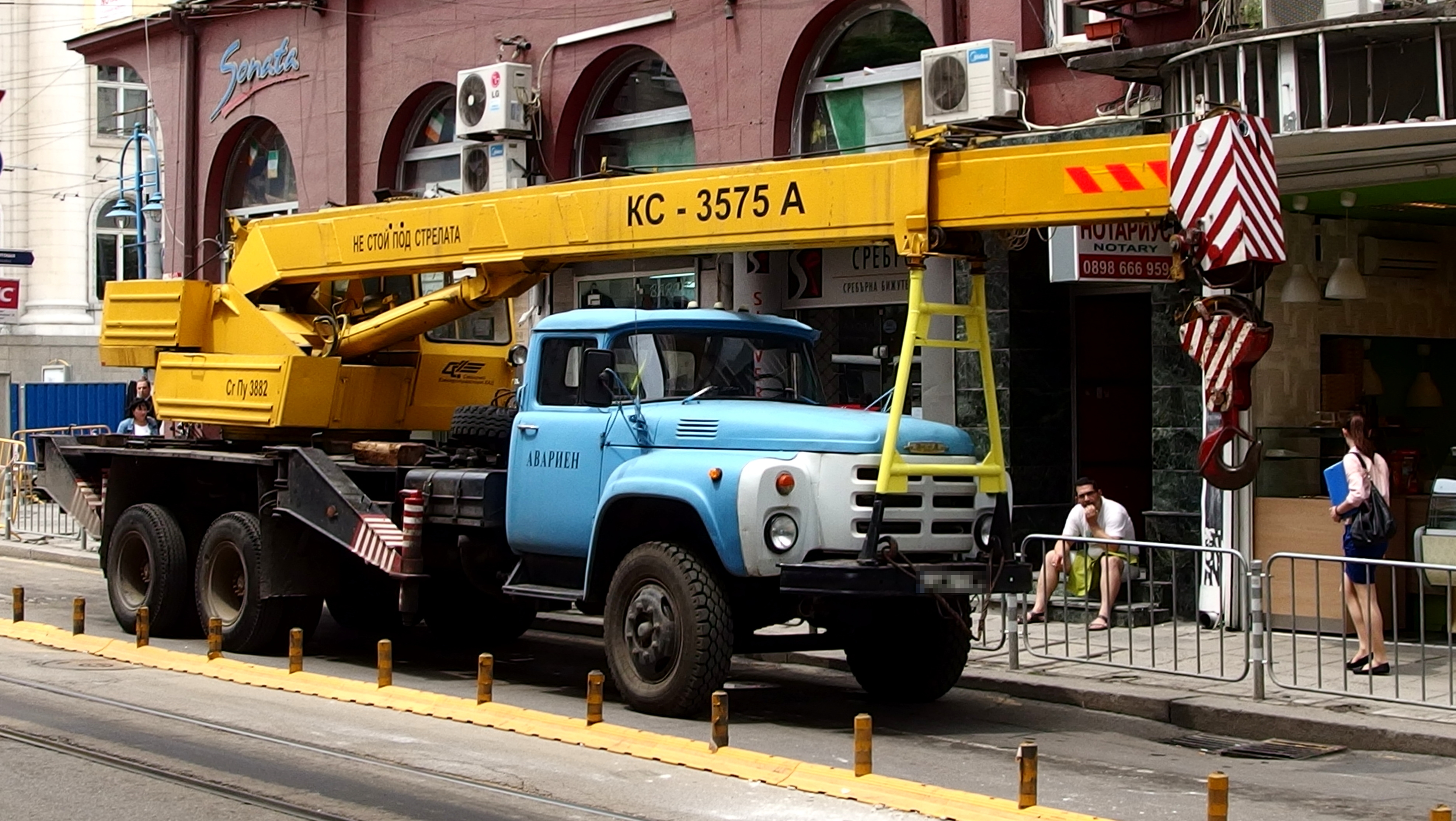
Mobilkran KS-3575A auf dem Fahrgestell eines älteren ZIL-133 in Sofia (2014)

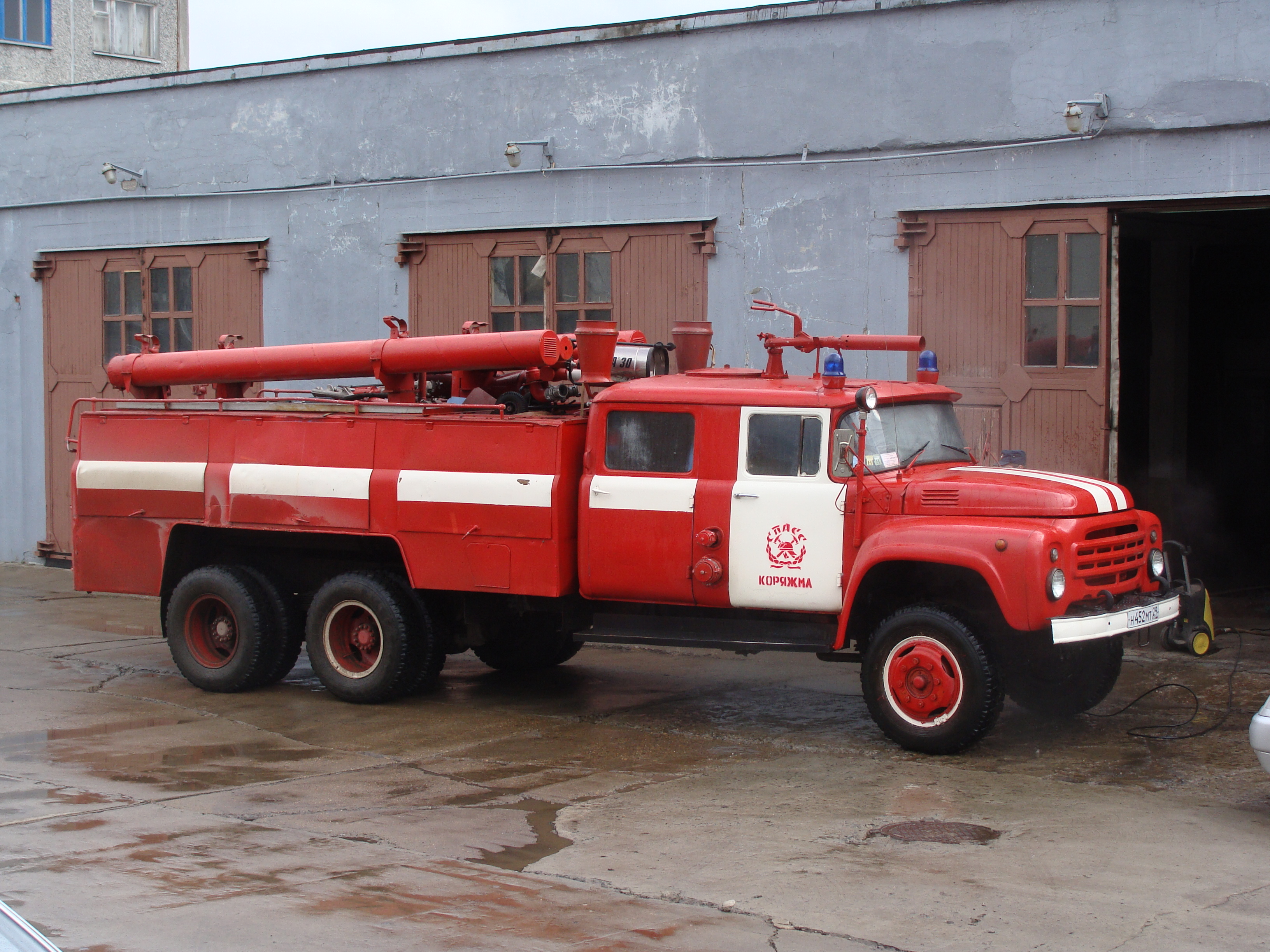
Tanklöschfahrzeug AZ-40(133G)-181 auf Basis eines ZIL-133G mit Ottomotor und alter Fahrzeugfront (2010)

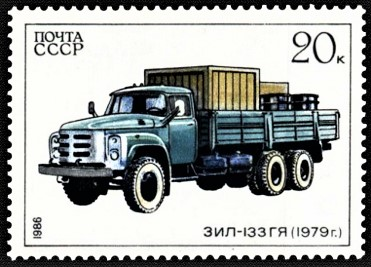
ZIL-133GJa auf einer sowjetischen Briefmarke (1986)

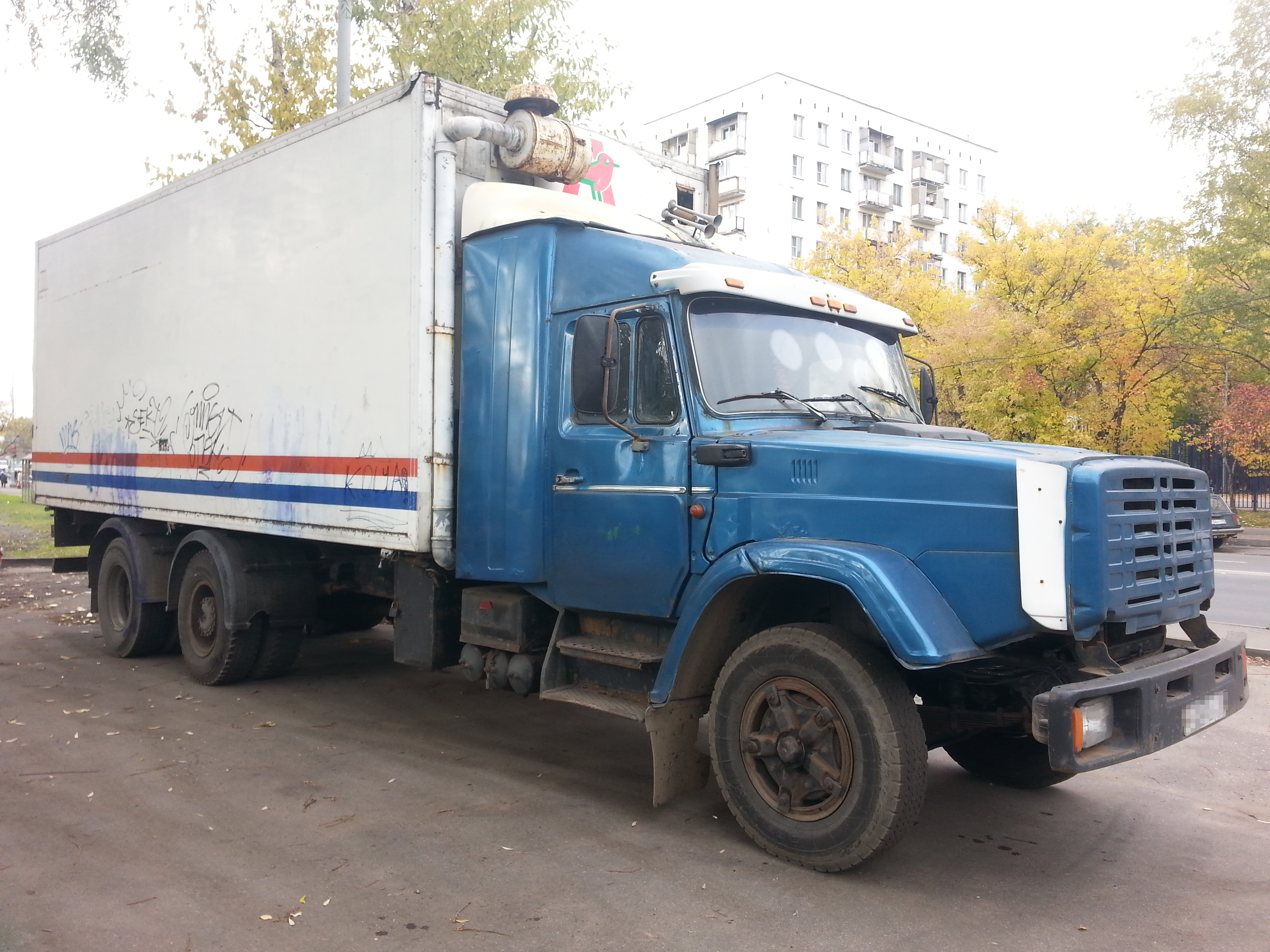
Jüngste Variante ZIL-133G40 in Moskau (2014)

- ZIL-133 (Basismodell), 1966–1975 unverändert produziert
- ZIL-133G1 (russisch ЗИЛ-133Г1), 1975–1978 gebaute, um ca. einen Meter verlängerte Version
- ZIL-133GJa (russisch ЗИЛ-133ГЯ), 1979–1992 gebaute Version mit KamAZ-740.10 Dieselmotor und 210 PS (154 kW)
- ZIL-133G40 (russisch ЗИЛ-133Г40), 1992–1999, vollständig überarbeitetes Äußeres

Von allen Modellen existieren verschiedene Aufbauvarianten. Verbreitet waren vor allem Pritschenausführungen und Sattelzugmaschinen (auch als ZIL-133W bzw. ZIL-133WA bezeichnet). Es wurden aber auch, insbesondere vor 1992, spezielle landwirtschaftliche Aufbauten geliefert. Ebenso wurden ZIL-133 als Feuerwehrfahrzeuge umgerüstet.

## Technische Daten
Die folgenden Daten beziehen sich auf den ZIL-133GJa mit Stand 1984. Sie variieren teilweise in Abhängigkeit von den verwendeten Aufbauten.
- Motor: V8-Dieselmotor
- Motortyp: KamAZ-740
- Leistung: 154 kW (210 PS) bei 2600 min−1
- Hubraum: 10.850 cm3
- Bohrung: 120 mm
- Hub: 120 mm
- Verdichtung: 17:1
- Max. Drehmoment: 638 Nm bei 1500–1800 min−1
- Normverbrauch: 26,6 l/100 km
- Getriebe: mechanisches Fünfganggetriebe mit Rückwärtsgang
- Höchstgeschwindigkeit: 85 km/h
- Beschleunigung 0…60 km/h: 50 s
- Tankinhalt: 170 l
- Antriebsformel: 6×4

Abmessungen und Gewichte
- Länge: 9250 mm
- Breite: 2500 mm
- Höhe über Kabine: 2405 mm
- Höhe Ladekante: 1380 mm
- Radstand: 4610 + 1400 mm
- Spurweite vorne: 1835 mm
- Spurweite hinten: 1850 mm
- minimale Bodenfreiheit: 235 mm
- Wendekreis: 24,2 m
- Innenmaße der Ladefläche: 6100 × 2328 × 575 mm
- maximal befahrbare Steigung: 25 %
- vorderer Böschungswinkel: 35°
- hinterer Böschungswinkel: 27°
- Reifengröße: 10,00-20 (260-508)
- Leergewicht: 7610 kg
- Zuladung: 10.000 kg
- zulässiges Gesamtgewicht: 17.835 kg
- Anhängelast: 11.500 kg
- zulässiges Gesamtgewicht Lastzug: 29.335 kg
- Achslast vorne: 4460 kg
- Achslast hinten (Doppelachse): 13.375 kg